# Корсак, Ричард Валерианович
Корсак, Ричард Валерианович (3 (15) апреля 1828 – не ранее 1886) – генерал-майор Российской императорской армии. Начальник Астраханского и Нижегородского военных училищ. Командир Моршанского пехотного полка. Калужский и рязанский уездный воинский начальник.

## Биография
Из дворян Могилевской губернии, потомков польской шляхты. Католик. Воспитывался в Дворянском полку, по спискам воспитанников – Корсак 1-й. Выпущен прапорщиком л.-гвардии Гренадерского полка с 14 (26) августа 1847; произведён подпоручиком с 3 (15) апреля 1849; поручиком с 6 (18) декабря 1853; утверждён в должности полкового казначея квартирмейстерской полковой части 5 (17) сентября 1854; переведён тем чином в л.-гвардии Гренадерский резервный полк с 29 сентября (11 октября) 1854, с оставлением в должности; штабс-капитаном с 27 марта (8 апреля) 1855; 29 марта (10 апреля) 1856-30 марта (11 апреля) 1856 показан в числе офицеров полка, присутствовавших в Москве во время торжеств в честь празднования 100-летия лейб-гвардии Гренадерского полка; по расформировании резервного полка, переведён в л.-гвардии Гренадерский действующий полк, с 20 сентября (2 октября) 1856; обращён во фронт 5 (17) ноября 1856; утверждён ротным командиром с 30 мая (11 июня) 1858.
Произведён майором, с назначением начальником Астраханского военного училища и зачислением по армейской пехоте, с 12 (24) ноября 1859; прибыл к должности 27 января (8 февраля) 1860; за отличие по службе, в той должности, произведён подполковником с 23 апреля (5 мая) 1861.
Назначен начальником Нижегородского военного училища, с оставлением по армейской пехоте, с 7 (19) декабря 1861. Член временной строительной комиссии для реконструкции здания упразднённого Нижегородского военного училища под размещение Нижегородской графа Аракчеева военной гимназии, c 10 (22) июля 1866. В связи с преобразованием военно-учебных заведений, с 16 (28) апреля 1867 произведён, за отличие по службе, полковником, с отчислением от должности начальника упраздняемого Нижегородского военного училища. Зачислен за штат, с выдачей, как семейному, единовременного пособия в размере годового оклада жалования.
Переведён в 1-й л.-гренадерский Екатеринославский Его Величества полк с 25 мая (6 июня) 1868; прибыл в полк 5 (17) сентября 1868.
Назначен временно командовать 3-м гренадерским Перновским полком с 4 (16) марта 1869 по 2 (14) мая 1869.
Назначен временно командовать 139-м Моршанским пехотным полком c 24 мая (5 июня) 1869. Прибыл и вступил в командование 30 мая (12 июня) 1969. Назначен на должность командира полка с 12 (24) августа 1869; отчислен от должности, с зачислением по армейской пехоте, с 26 декабря 1874 (7 января 1875); сдал полк 6 (18) апреля 1875.
Состоял по армейской пехоте без исполнения службы с 6 (18) апреля 1875 по 7 (19) мая 1876. С 6 (18) апреля 1875 по 14 (26) января 1877 содержание не получал.
С 7 (19) мая 1876 прикомандирован к штабу местных войск Московского военного округа на один год, без содержания, с целью дальнейшего назначения на должность уездного воинского начальника; прибыл и зачислен по штатам штаба местных войск МВО прикомандированным с 22 мая (3 июня) 1876.
Назначен калужским уездным воинским начальником с 26 декабря 1876 (7 января 1877); исключен из штата штаба местных войск МВО с 31 декабря 1876 (12 января 1877); прибыл и вступил в должность с 14 (26) января 1877.
Назначен рязанским уездным воинским начальником с 15 (27) октября 1878; прибыл и вступил в должность с 1 (13) июня 1879.
Уволен от службы, с производством в чин ген.-майора, мундиром и пенсией полного оклада, с 7 (19) октября 1886.

### Походы
- Венгерский поход гвардии к западным границам империи - с 18 (30) мая 1849 по 5 (17) ноября 1849;
- Командировка для отвода на родину отпускных нижних чинов до г. Пскова (6.09-17.09.1850);
- Командировка в Сестрорецкий оружейный завод для ознакомления с оружейным делом (28.04-17.10.1851).
- Участник Восточной (Крымской) войны (1853-1856):
  - Кампания 1854 на Балтийском море – с 9 (21) марта 1854 по 15 (27) ноября 1854: при охране С.-Петербурга и побережья С.-Петербургской губернии в составе С.-Петербургского гарнизона и подвижного резерва С.-Петербургского отдела войск;
  - Кампания 1855 на Балтийском море – с 17 (29) апреля 1855 по 1 (13) октября 1855: при охране С.-Петербурга и побережья С.-Петербургской губернии в составе С.-Петербургского гарнизона и подвижного резерва С.-Петербургского отдела войск.
  - Находился в Москве, в составе сводного отряда войск Гвардейских и Гренадерских корпусов, собранных по случаю коронации Александра II, с 30 июня (12 июля) 1856 по 27 сентября (9 октября) 1856.

### Награды
- Высочайшее благоволение (19.02.1855) – по случаю вступления на престол императора Александра II;
- Святой Станислав 3 степени (26.08.1856) – в воздаяние отлично-ревностной и усердной службы;
- Святая Анна 3 степени (19.04.1864) – то же;
- Святой Станислав 2 степени (27.03.1866) - то же;
- Святая Анна 2 степени (21.09.1870) – то же;
- Святая Анна 2 степени c императорской короной (10.11.1872) – то же;
- Святой Владимир 4 степени (3.03.1882) – то же;
- Святой Владимир 3 степени (20.04.1886) – то же;
- Светло-бронзовая медаль «В память войны 1853-1856», на Андреевской ленте (1856).

## Семья
Помещик Сенненского уезда Могилевской губернии. По наследству, в 1873 получил родовое имение -  с. Жары, в коем за ним всего 135 десятин земли. Его младший брат – капитан, а впоследствии полковник, Фердинанд Валерианович Корсак, тогда же, по разделу, наследовал имение – с. Маслов Угол, в том же уезде, за ним всего 157 десятин. Оба имения владельцами сдавались в аренду. 
- Отец – Валериан Николаев Корсак, сенненский помещик, брат Владислава и Петра.
- Жена – девица Эмилия Дмитриевна Гратуневич (Гратулевич), дочь помещика.
- Сын – Казимир Ричардович Корсак (25.02.1863 -?), надворный советник. Жил в Калужской губернии, служил по ведомству М-ва внутренних дел: временно и. д. мл. чиновника особых поручений при калужском губернаторе, коллежский регистратор со старшинством с 4.01.1883[8]; мл. чиновник особых поручений при калужском губернаторе, губернский секретарь (7.01.1886)[9], коллежский секретарь (17.01.1889)[10], в той должности получил орд. Св. Станислава 3 ст. (25.06.1890); помощник лихвинского уездного исправника, член Лихвинского уездного тюремного комитета, в той должности титулярный советник (17.01.1892)[11], коллежский асессор (17.01.1895)[12]; в должности помощника малоярославецкого уездного исправника и чине надворного советника в 1902 исключен из списков.
- Дочь - Терезия-Евстафия (26.09.1856-?).
- Дочь - Анна-Елена Нацевич (20.11.1858-?). Была замужем за членом Рязанского окружного суда, действительным статским советником Станиславом-Степаном Карловичем Нацевичем[13]. 
  - Внук – Станислав-Илиодор Станиславович Нацевич (14.12.1881-?), педагог. Родился в Рязани. Крещён 11.01.1882 там же[14]. Восприемники: дядя - Казимир Ричардович Корсак, и Станислава Нацевич. Окончил Московский ун-т, служил по ведомству М-ва народного просвещения, надворный советник[15]: учитель природоведения мужской и женской гимназий Шавельского уезда Ковенской губ. (1906-1907); учитель естественной истории и географии Вяземской уездной земской гимназии императора Александра III Смоленской губ. (1907-1909); в той должности – участник 1-го Менделеевского съезда по общей и прикладной химии в С.-Петербурге (20-30.12.1907)[16]; учитель естественной истории и географии - Севского реального училища Орловской губ. (1909-1912); то же – Кинешемского реального училища имени И. А. Коновалова Костромской губ. (1912-1916); то же – Ростовской мужской гимназии Ярославской губ. (1916-1918). После революции 1917 - в Ростове Великом, в 1918–1920 гг. - преподаватель сельскохозяйственных наук 1-й школы 2-й ступени Единой трудовой школы и педагогических курсов для подготовки учителей, участник открытия Ростовского училища (техникума) огородничества и технической переработки овощей (1918-1920). Был женат.
  - Внук – Иван-Карл Станиславович Нацевич. Окончил курс Рязанской 1-й мужской гимназии (1887) и физ.-мат. ф-т Московского у-та, по отделению математических наук (1892).
  - Внук – Виктор-Карл Станиславович Нацевич, педагог. Служил по ведомству М-ва народного просвещения. Окончил курс Рязанской 1-й мужской гимназии (1893) и физ.-мат. ф-т Московского у-та, по отделению естественных наук (1900). Преподаватель Муромской женской гимназии и Муромского реального училища (1902-1907). Коллежский асессор[17].
- Дочь - Эмилия-Екатерина (1.02.1865-?).

Жена и дети - католического исповедания.  